# Мартін Гоффманн
Мартін Гоффманн (нім. Martin Hoffmann; нар. 22 березня 1955, Гоммерн) — східнонімецький футболіст, що грав на позиції нападника. По завершенні ігрової кар'єри — тренер.
Протягом усієї кар'єри виступав за «Магдебург», з яким став володарем Кубка Кубків УЄФА та ряду національних трофеїв, а також національну збірну НДР, у складі якої став олімпійським чемпіоном.

## Клубна кар'єра
Мартін Гоффман 7 років займався у футбольній школі «Активіста» з рідного міста Гоммерн, після чого, в 1968 році потрапив до школи «Магдебурга».

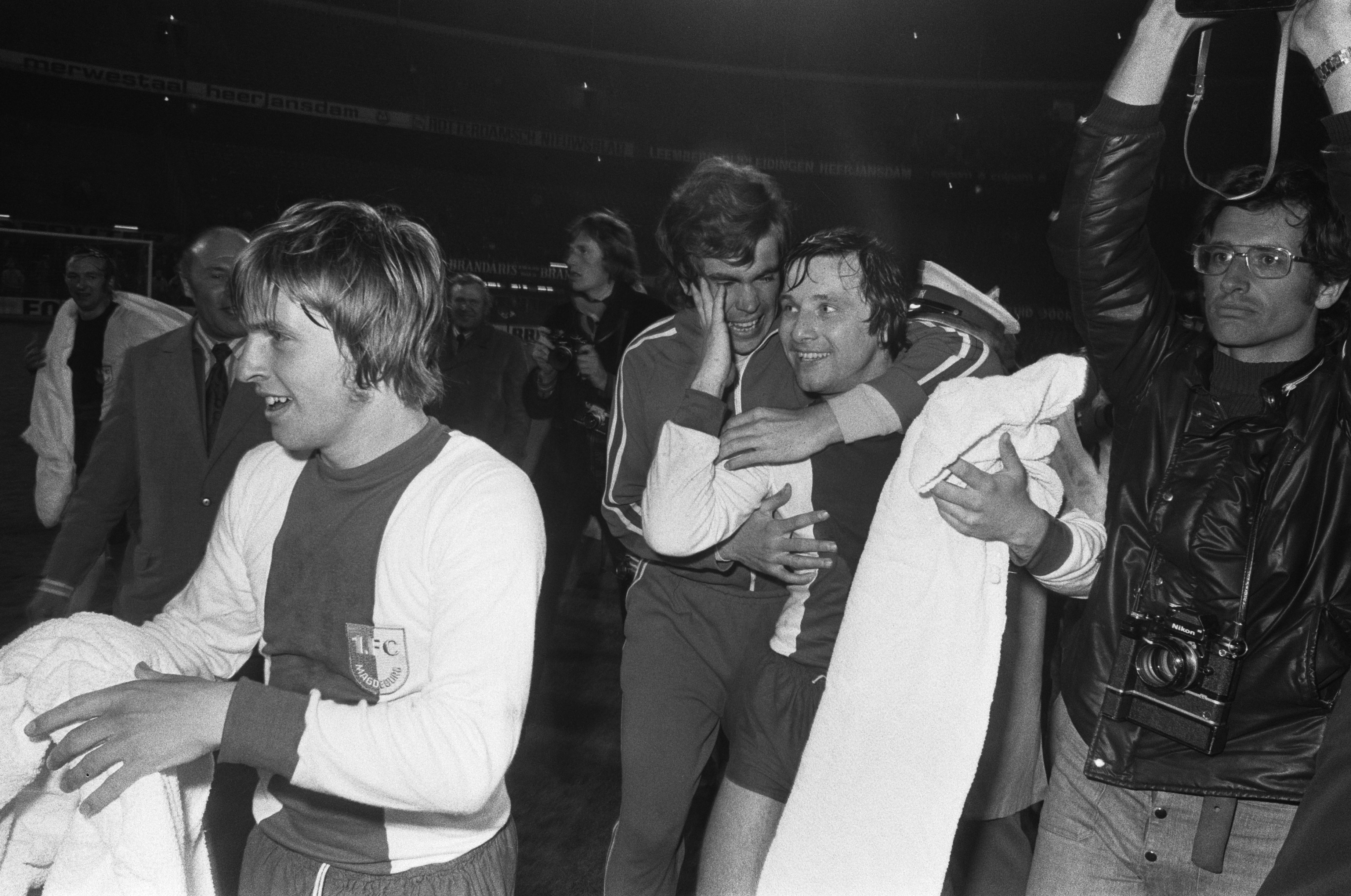
Мартін Гоффманн (ліворуч) святкує з партнерами перемогу у фіналі Кубка володарів кубків 1974 року.

У 1972 році він почав грати за дублюючий склад команди, а дебют у першій команді відбувся 16 червня 1973 року. У тому матчі «Магдебург» здобув домашню перемогу над «Вісмутом» з Ауе з рахунком 3:0, один з м'ячів забив Гоффман. До кінця чемпіонату залишалося ще два матчі, Хоффман взяв участь в обох і в кожному забив по м'ячу. Починаючи з наступного сезону, Мартін Гоффман став основним нападником «Магдебурга».
Сезон 1973/74 став для «Магдебурга» дуже успішним: команда не тільки стала чемпіоном НДР, а й виграла Кубок володарів кубків. У фінальному матчі, що відбувся 8 травня 1974 року на стадіоні «Феєнорд» в Роттердамі, з рахунком 2:0 був переможений італійський «Мілан». Ця перемога так і залишилася єдиною для східнонімецьких клубів в єврокубках. Наступного року Гоффман знову допоміг «Магдебургу» виграти чемпіонський титул, але продовження єврокубкового тріумфу не сталося: вже у другому раунді розіграшу Кубка європейських чемпіонів команда поступилася мюнхенській «Баварії». Крім двох чемпіонств, Мартін Гоффман тричі вигравав у складі «Магдебурга» чотири Кубка НДР.
На початку 1982 року Мартін Гоффман отримав серйозну травму коліна і на півроку вибув з ладу, після чого вже не міг грати в повну силу. Свій останній сезон 1984/85 провів на позиції захисника. Всього в Оберлізі НДР Мартін Гоффман провів 256 матчів, в яких забив 78 м'ячів; в Кубку країни — 41 матч і 12 м'ячів; а ще 43 матчі і 13 забитих м'ячів в єврокубках.

## Виступи за збірну
21 листопада 1973 року дебютував в офіційних матчах у складі національної збірної НДР в товариській зустрічі проти збірної Угорщини. Хоча Гоффман не грав у відбіркових матчах, він потрапив у заявку на чемпіонат світу 1974 року у ФРН, ставши наймолодшим гравцем у збірній НДР. На турнірі він зіграв у всіх шести матчах команди, 18 червня забив у ворота збірної Чилі свій перший м'яч за національну команду.

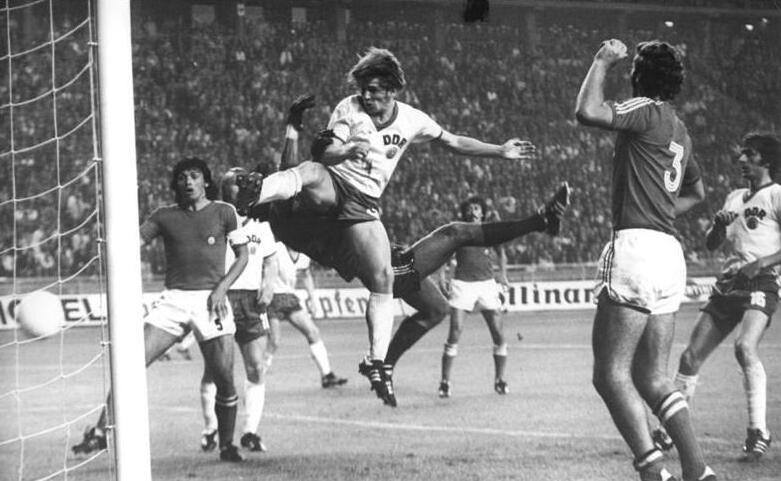
Мартін Гоффманн (в центрі) забиває гол у ворота Чилі на чемпіонаті світу 1974 року.

Той чемпіонат світу залишився єдиним великим турніром для збірної НДР, хоча вона мала дуже хороші шанси на потрапляння у фінальні турніри чемпіонату Європи 1976 року, чемпіонат світу 1978 року і чемпіонату Європи 1980 року. 12 жовтня 1974 року Гоффман відкрив рахунок у матчі проти збірної Ісландії, але незабаром ісландці відігралися, і зустріч завершилася внічию. Ця нічия виявилася для східних німців фатальною: в відбірковій групі вони на одне очко відстали від збірної Бельгії (маючи перевагу за результатами особистих зустрічей) і поступилися їй місцем в чвертьфіналі Євро-1976. У відбірковому турнірі до чемпіонату світу 1978 року НДР підвела домашня нічия з збірної Туреччини (Гоффман участі у тому матчі не брав), а в відборі на Євро-1980 все вирішила очна зустріч між збірними НДР і Нідерландів. 21 листопада 1979 року в Лейпцигу, в присутності 90 тисяч глядачів східні німці поступилися з рахунком 2:3, хоча по ходу матчу вели в два м'ячі.
Мартін Гоффман грав і в відбірковому турнірі до чемпіонату світу 1982 року, а останнім його матчем за збірну став товариський поєдинок зі збірною Куби 19 травня 1981 року. Всього за збірну НДР Мартін Хоффман провів 62 матчі, забив 15 м'ячів.
Крім першої збірної, Гоффман успішно грав і за олімпійську команду, ставши в її складі чемпіоном XXI Літніх Олімпійських ігор. На олімпійському турнірі Мартін Гоффман провів 5 матчів, а його гол у ворота збірної Польщі в фіналі виявився переможним.

## Кар'єра тренера
Ще будучи гравцем Гоффман отримав диплом тренера і після завершення ігрової кар'єри став тренером. З 1988 по 1994 рік він працював з молодіжним складом «Магдебурга», потім з серпня 1994 до лютого 1996 року очолював першу команду. У сезоні 1996/97 тренував клуб «Пархімер», по завершення якого залишив команду за згодою сторін. Пізніше знову працював у «Магдебурзі», як з молодіжним складом, так і з основною командою.

## Титули і досягнення

### Командні
Збірна НДР
- Олімпійський чемпіон: 1976

«Магдебург»
- Чемпіон НДР (2): 1974, 1975
- Віце-чемпіон НДР (2): 1977, 1978
- Володар Кубка НДР (3): 1977/78, 1978/79, 1982/83
- Володар Кубка володарів кубків УЄФА: 1973/74